# Buitepos
Buitepos is de naam van een grensovergang tussen Namibië en Botswana. Aan Botswaanse zijde heet de overgang Mamono. De grenspost ligt aan de Trans Kalahari Highway, de verbindingsweg die Johannesburg, Gaborone, Ghanzi, Gobabis, Windhoek en Walvisbaai met elkaar verbindt.